# غوردون توش
غوردون توش (بالإنجليزية: Gordon Tosh)‏ هو مدرب كرة قدم ولاعب كرة قدم بريطاني، ولد في 10 مارس 1938. لعب مع دندي يونايتد ونادي دمبرتون ونادي دندي.